# Йонесс Бенгеюн
Йоне́сс Бенгею́н (фр. Youness Bengelloun, народився 3 січня 1983, Париж, Франція) — французький футболіст, захисник пловдивського «Локомотива».
1. ↑  https://www.unfp.org/joueur/youness-bengelloun-7049/